# Panchrysia pantheon
Panchrysia pantheon là một loài bướm đêm trong họ Noctuidae.